# Hymenophyllum moorei
Hymenophyllum moorei är en hinnbräkenväxtart som beskrevs av Bak. Hymenophyllum moorei ingår i släktet Hymenophyllum och familjen Hymenophyllaceae. Inga underarter finns listade.